# Saba (pies)
Saba – fikcyjny pies (samiec) rasy mastif stworzony przez polskiego pisarza Henryka Sienkiewicza w powieści W pustyni i w puszczy z 1910 roku.

## Historia postaci
Saba pojawia się po raz pierwszy w IV. rozdziale W pustyni i w puszczy. Pies miał być bożonarodzeniowym prezentem od pana Tarkowskiego dla Nel, ale na dzień przed Wigilią dzieci usłyszały jego szczek dochodzący z namiotu i ojcowie zmuszeni byli wcześniej wyjawić skrywaną niespodziankę. Psa przyprowadził do dzieci Chamis, trzymając go za obrożę. Saba, którego imię oznacza po arabsku lew, był dwuletnim mastifem i zrobił na dzieciach ogromne wrażenie, ze względu na swoją wielkość. Sienkiewicz opisał go jako psa z potężnym, okrągłym łbem, zwisającymi wargami, grubymi łapami, o płowożółtej maści. Saba był psem o radosnym, opiekuńczym usposobieniu.
Po porwaniu dzieci Saba dogonił porywaczy i został przy dzieciach. Wielbłądnicy chcieli wymusić zastrzelenie psa, ale uniemożliwił to Chamis, który sam czuł do psa sympatię. W trakcie wędrówki Chamis dokarmiał psa i dawał mu wodę. Pies polował też na pustynne zwierzęta. Gdy w pewnym momencie zaprzestano go dokarmiać i poić, Saba sam szukał wody na dnie pustynnych dolin. W sposób widoczny stracił jednak na wadze.
Po opuszczeniu Chartumu Saba pomagał polować na pantarki. Sam upolował bawołu, wzbraniając do niego dostępu hienom i szakalom. Pies nie opuszczał Nel podczas choroby, ogrzewając własnym ciałem. Mimo początkowej niechęci Saba zaprzyjaźnił się ze słoniem Kingiem, którego dzieci uratowały. W rozdziale XXXVI. Saba rzucił się na goryla w obronie małego Nasibu. Nie potrafił go jednak pokonać i na pomoc przyszedł mu słoń.
Pies dożył szczęśliwej starości w domu małżeństwa Nel i Stanisława Tarkowskich.

## Pierwowzory
W szeregu powieści dla dzieci i młodzieży popularnych na przełomie XIX i XX wieku psy towarzyszą młodym bohaterom w ich przygodach. Przykładem mogą być powieści Thomasa Mayne Reida Dolina bez wyjścia oraz Wodą i lądem. Sienkiewicz mógł też wzorować się na psie podróżniczki Alexandriny Tinnée, podróżującej po Afryce w XIX wieku. Pies, chociaż jako swego rodzaju antywzór prześladujący małą bohaterkę, pojawia się w powieści Gwiazda przewodnia Joan Gould, po której przeczytaniu Sienkiewicz miał się wyrazić: Ja coś takiego dla młodzieży napiszę.

## Filmy z udziałem Saby
- W pustyni i w puszczy – polski film fabularny z 1973
- W pustyni i w puszczy – serial telewizyjny z 1974
- W pustyni i w puszczy – polski film fabularny z 2001
- W pustyni i w puszczy – serial telewizyjny z 2001